# ميثازولاميد
ميثازولاميد (بالإنجليزية: Methazolamide)‏ هو دواء يُستعمل في علاج ماء أزرق حسب إدارة الغذاء والدواء الأمريكية. يعمل هذا الدواء كمدر البول.